# Francis W. Rockwell
Francis Warren Rockwell, né le 2 juillet 1886 à Woodstock (Connecticut), Connecticut et mort le 2 janvier 1979 à Île de Saint-Simon, Comté de Glynn, Géorgie était un vice-amiral américain lors de la Seconde Guerre mondiale.

## Biographie
Rockwell est né à South Woodstock, dans le Connecticut. Il entre à l'Académie navale en 1908. Après diverses affectations, il dirige l'aménagement du destroyer Jarvis (DD-38) de 1912 à 1914. En 1914, il rejoint l'Académie navale en tant qu'instructeur en génie électrique et en physique jusqu'en 1917, quand les États-Unis entrent dans la Première Guerre mondiale.
Rockwell sert à bord du cuirassé New Jersey (BB-16) et à bord de divers destroyers à Queenstown, en Irlande, au cours de la guerre. Il a commandé le Winslow (DD-53) en 1918, puis le destroyer Thatcher (DD-162) en 1919. En 1920, il retourne comme instructeur à l'Académie Navale et occupe ce poste jusqu'en 1923. Il est officier d'artillerie sur le Tennessee (BB-43) de 1923 à 1926. Il retourne comme instructeur à l'Académie navale de 1926 à 1929 avant de commander le Robert Smith (DD-324) et le Dorsey (DD-117), avant de devenir amiral sur le Mississippi (BB-41). Après un passage au ministère de la Marine, à Washington, DC, il commande le Nevada (BB-36) de 1939 à 1941.
Le 5 novembre 1941, Rockwell commande le 16e District Naval, composé des îles de Philippines. Il est présent dans le district de Cavite (Philippines) quand larégion est bombardé le 10 décembre 1941. La plupart des installations du district de Cavite (Philippines) ont été détruites et le sous-marin (SS-195) a été coulé. Rockwell estime que 500 hommes ont été tués. Le lendemain, il a ordonné que le Cavite soit abandonné. Il a organisé le retrait des autres forces navales alliées et des navires civils en provenance des Philippines en mars 1942. Puis, il a planifié le transport naval de la force d'invasion de la Bataille d'Attu de mai 1943. Il est retourné au ministère de la Marine en 1943 et a commandé l'entraînement amphibie de la flotte de l'Atlantique jusqu'à la fin de la guerre.
Rockwell a pris sa retraite en tant que vice-amiral en 1948. Il a vécu en Géorgie jusqu'à sa mort en 1979.

## Décorations
- Silver Star
- Navy Distinguished Service Medal
- Navy Cross